# Phyllanthus involutus
Phyllanthus involutus är en emblikaväxtart som beskrevs av J.T.Hunter och J.J.Bruhl. Phyllanthus involutus ingår i släktet Phyllanthus och familjen emblikaväxter. Inga underarter finns listade i Catalogue of Life.